# Acacia riceana
Acacia riceana är en ärtväxtart som beskrevs av John Stevens Henslow. Acacia riceana ingår i släktet akacior, och familjen ärtväxter. Inga underarter finns listade i Catalogue of Life.